# Часовня Примирения (Берлин)
Часовня Примире́ния (нем. Kapelle der Versöhnung), построенная в районе Митте на фундаменте взорванной церкви Примирения, является частью мемориала Берлинской стены.

## Идея
Несмотря на снос церкви Примирения в 1985 году, её евангелическая община продолжала активную деятельность под руководством пастора Манфреда Фишера. После падения Берлинской стены община и гражданские активисты отказались от дорогостоящего плана воссоздания взорванной церкви. Вместо этого возникла идея возведения на том же месте часовни Примирения, которая органично соединила бы в себе ориентацию на интересы как верующих, так и многочисленных экскурсантов — посетителей мемориального комплекса «Берлинская стена», что важно для сохранения исторической памяти.

## Архитектура
Строительство часовни Примирения на Бернауэр-штрассе началось в 1999 году по проекту двух берлинских архитекторов Петера Зассенрота (нем. Peter Sassenroth) и Рудольфа Райтермана (нем. Rudolf Reitermann), а также австрийского архитектора и специалиста по глине Мартина Рауха (нем. Martin Rauch).
|  |  |  |  |

Композиция часовни представляет собой два овальных строения (одно в другом) со смещёнными осями. Внешний овал образован решётчатой стенкой из тонких досок, что создаёт у посетителей ощущение причастности к окружению. Закрытый глиняными стенами внутренний овал с сохранившимся алтарём позволяет проводить здесь церковные службы. Днём свет проникает в алтарь через застеклённый проём в крыше.
При постройке часовни использовался саман. Материал из глинистого грунта смешивали также с измельчёнными осколками кирпичей, взятых из фундамента взорванной церкви Примирения. Австрийцу Мартину Рауху помогали в этой работе волонтёры из 14 стран Восточной и Западной Европы. В 2000 году часовня была торжественно освящена.

## Достопримечательности
Место, где стояла взорванная церковь Примирения, по периметру для наглядности промаркировано на земле металлическим жёлобом. Это позволяет понять, что расположение построенной часовни Примирения соответствует хору исчезнувшей церкви. На том месте, где исходно возвышалась башня со звонницей, можно увидеть за защитной обрешёткой три колокола, отлитые в конце XIX века. Спасённый из под развалин крест экспонируется примерно там, куда падала колокольня, которую он завершал.
|  |  |  |  |  |  |

В алтарной части часовни хорошо виден укреплённый под ажурным крестом деревянный рельеф на тему Тайная вечеря.
|  |  |  |  |  |
|  |  |  |  |  |

Перед входом в часовню обращает на себя внимание композиция под названием «Примирение» (англ. Reconciliation).
Это — копия произведения, созданного
английским скульптором, живописцем и поэтом Жозефиной де Васконселос. Её бронзовая скульптурная группа была установлена к 50-летию окончания войны возле развалин собора Св. Михаила в Ковентри, а также в мемориальном парке мира в Хиросиме.
Летом возле часовни Примирения колосится пшеница, о чём с увлечением рассказывает пастор Манфред Фишер.
Многочисленные посетители мемориала имеют возможность познакомиться с собранными здесь фотографиями и документами.

## Молитвы о погибших
Начиная с 13 августа 2005 года, в часовне Примирения еженедельно со вторника по пятницу в 12 часов дня читается 15-минутная молитва о жертвах Берлинской стены. В центре каждой молитвы — судьба одного из погибших, список которых постоянно уточняется благодаря научно-исследовательскому проекту «Жертвы Берлинской стены». Жители и гости Берлина свободно могут присутствовать при молитве.
9 ноября 2014 года по случаю 25-летия падения Берлинской стены памятная церемония с возложением цветов и богослужением о погибших в часовне Примирения проходила с участием канцлера Ангелы Меркель, известных политиков, дипломатов, правозащитников.
В 2019 году часовня Примирения стала местом второго этапа торжественной церемонии по случаю 30-летия падения Берлинской стены. Ангела Меркель в своей краткой речи напомнила о взорванной церкви, о жертвах тоталитарного режима и об особом значении для немцев даты «9 ноября», связанной с трагическими и счастливыми событиями в судьбе страны. Священники читали псалмы и поминальные молитвы, выступали школьники из разных европейских стран. На выходе из часовни участники взяли тонкие церковные свечи, чтобы зажечь их и поставить у фрагментов Берлинской стены в память о том, как горящие свечи в руках демонстрантов 1989 года стали символом мирной немецкой революции
.  